# Giao Thiện, Lang Chánh
Giao Thiện là một xã thuộc huyện Lang Chánh, tỉnh Thanh Hóa, Việt Nam.

## Địa lý
Xã Giao Thiện nằm ở phía đông nam của huyện Lang Chánh, có vị trí địa lý:
- Phía đông giáp huyện Ngọc Lặc
- Phía tây và phía nam giáp huyện Thường Xuân
- Phía bắc giáp các xã Trí Nang và Giao An.

Theo kết quả Tổng điều tra dân số năm 1999, dân số xã Giao Thiện là 4.135 người.
Đến tháng 8 năm 2009, dân số của xã Giao Thiện là 4.372 người. Thành phần dân tộc gồm: người Mường chiếm 59,8%, người Thái chiếm 36,7%, người Kinh chiếm 3 %.

## Hành chính
Xã Giao Thiện hiện nay được chia thành 06 thôn:
- Thôn Chiềng Lằn (sáp nhập từ thôn Lằn Sổ và một phần thôn Chiềng Lẹn cũ)
- Thôn Húng
- Thôn Khụ 1 (sáp nhập từ thôn Khụ 1 và một phần thôn Khụ 2 cũ)
- Thôn Khụ 2 (sáp nhập từ thôn Khụ 3 và một phần thôn Khụ 2 cũ)
- Thôn Nghịu Tượt (sáp nhập từ thôn Bí Nghịu và thôn Tượt)
- Thôn Poọng (sáp nhập từ thôn Poọng và một phần thôn Chiềng Lẹn cũ)

## Lịch sử
Vùng đất thuộc xã Giao Thiện ngày nay, thời Nguyễn thuộc đất mường Giao Lão và một làng của mường Nang, tổng Thiên Thổ, châu Lang Chánh.
Năm 1981, xã Giao Thiện được thành lập trên cơ sở một phần diện tích và dân số của xã Giao An.

## Du lịch
Suối Hai Mươi Sải, suối Sương Mù.